# Amtsbanerne
De Amtsbanerne på Als (afgekort ABA) (Duits: Kreisbahn Alsen (KrA)) was een smalspoormaatschappij in de voormalige Kreis Sonderburg in Nordschleswig op het eiland Als in Denemarken. Deze droeg de bedrijfsvoering over aan de spoorwegmaatschappij Lenz & Co GmbH - Afdeling Altona.

## Meterspoor net

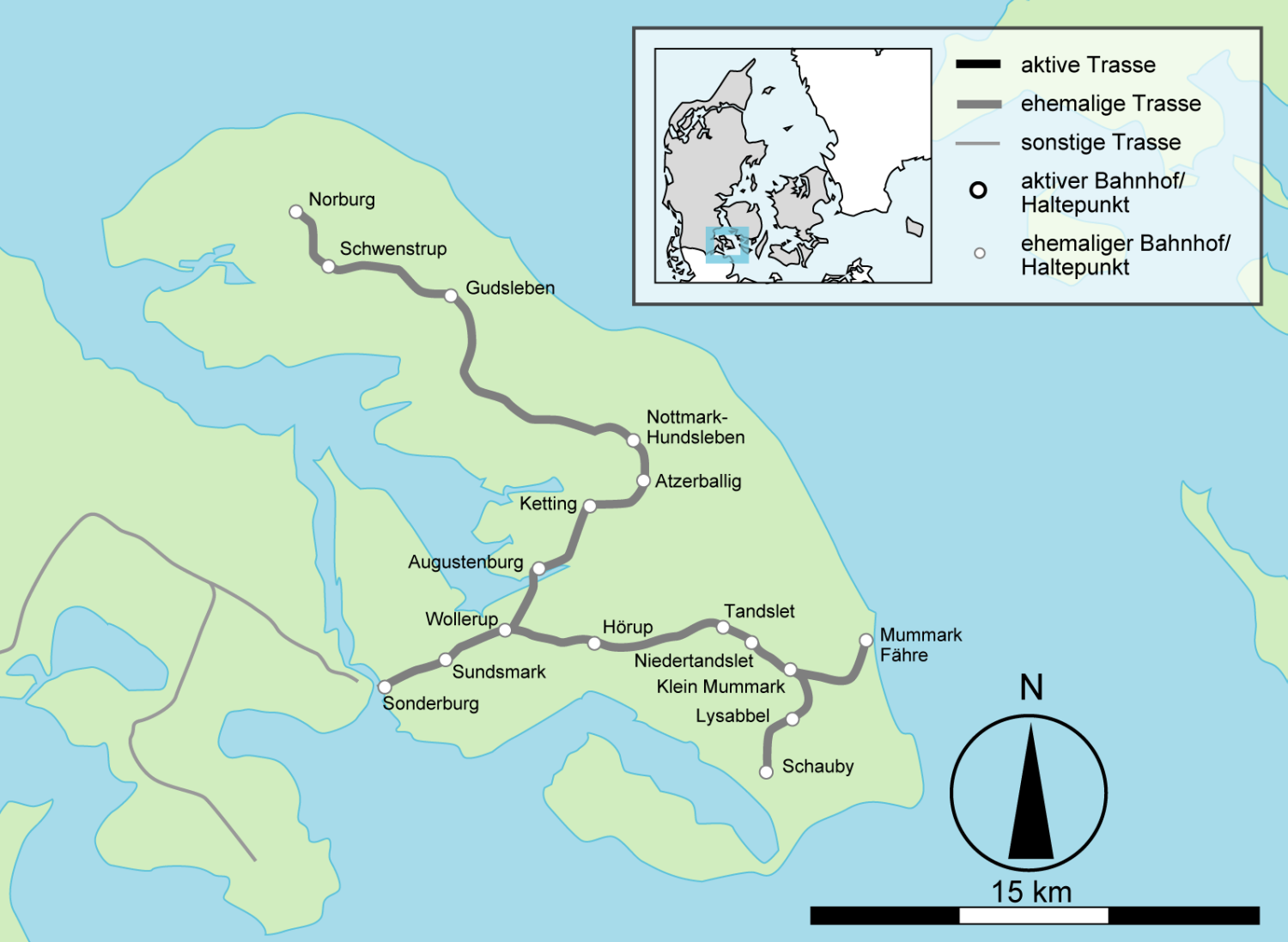
voormalig net Amtsbanerne

Het meterspoor net op het eiland Als had een lengte van meer dan 50 kilometer.

### Sønderborg-Skovby
Het traject Sønderborg - Skovby werd geopend op 6 februari 1898, lenge 19.0 km.

### Lille Mommark-Mommark Færge
Geopend op 6 februari 1898, lengte 4,3 km.

### Vollerup-Nordborg
Geopend op 1 juli 1898, lengte 26,4 km.

### Havenspoor Sønderborg
Sønderborg Stadt – Sønderborg haven. Lengte 1,5 km, alleen goederenvervoer.

## Na toetreding Denemarken
Nadat Als in 1920 Deens gebied werd nam de DSB op 29 maart 1924 het traject Sønderborg–Mommark over en spoorde die op 15 juni 1933 om naar normaalspoor. Op 27 mei 1962 werd dit traject stilgelegd. De andere trajecten werden reeds op 28 februari 1933 stilgelegd.